# Radiogrammitis alepidota
Radiogrammitis alepidota är en stensöteväxtart som först beskrevs av Michael Greene Price, och fick sitt nu gällande namn av Barbara S. Parris. Radiogrammitis alepidota ingår i släktet Radiogrammitis och familjen Polypodiaceae. Inga underarter finns listade.